# Sacheon
Sacheon is een stad in de Zuid-Koreaanse provincie Gyeongsangnam-do. De stad telt ruim 106.000 inwoners en ligt in het zuiden van het land. De stad is ontstaan door een fusie van Sacheon-gun en Samcheonpo-si in 1995.

## Bestuurlijke indeling
- Sacheon-eup
- Yonghyun-myeon
- Gonmyung-myeon
- Jungdong-myeon
- Sanam-myeon
- Chukdong-myeon
- Gonyang-myeon
- Seopo-myeon
- Dongse-dong
- Sungu-dong
- Dongseogum-dong
- Bulyong-dong
- Hyangchon-dong
- Namyang-dong

## Stedenbanden
- Uiryeong, Zuid-Korea
- Jeongeup, Zuid-Korea
- Miyoshi, Japan